# جورج سيمبسون (سياسي كندي)
جورج سيمبسون هو سياسي كندي، ولد في 10 ديسمبر 1858 في جزيرة الأمير إدوارد في كندا، وتوفي في 21 أكتوبر 1906.